# 166747 Gordonrichards
166747 Gordonrichards este un asteroid din centura principală de asteroizi.

## Descriere
166747 Gordonrichards este un asteroid din centura principală de asteroizi. A fost descoperit pe 4 octombrie 2002 la Apache Point Observatory în cadrul programului Sloan Digital Sky Survey. Asteroidul prezintă o orbită caracterizată de o semiaxă mare de 3,14 ua, o excentricitate de 0,24 și o înclinație de 16,6° în raport cu ecliptica.